# Geografía del Reino Unido
El Reino Unido de Gran Bretaña e Irlanda del Norte (en inglés: United Kingdom of Great Britain and Northern Ireland) es un Estado de Europa occidental que comprende la totalidad de la isla de Gran Bretaña y 1/6 de la isla de Irlanda (Irlanda del Norte). Limita al norte con el océano Atlántico y el mar del Norte y al sur con el canal de la Mancha, al otro lado del cual está Francia. Es el centro de la Mancomunidad de Naciones. Se formó por la sucesiva unión al reino de Inglaterra de Gales (1536), Escocia (1603) e Irlanda del Norte (Úlster, 1922). Además de la isla de Gran Bretaña y la parte noreste de Irlanda, su territorio incluye otras islas del archipiélago británico: Wight, Man, Anglesey, Hébridas, Orcadas y Shetland) y las pequeñas islas Anglonormandas, frente a la península francesa de Cotentin.

## Geografía física

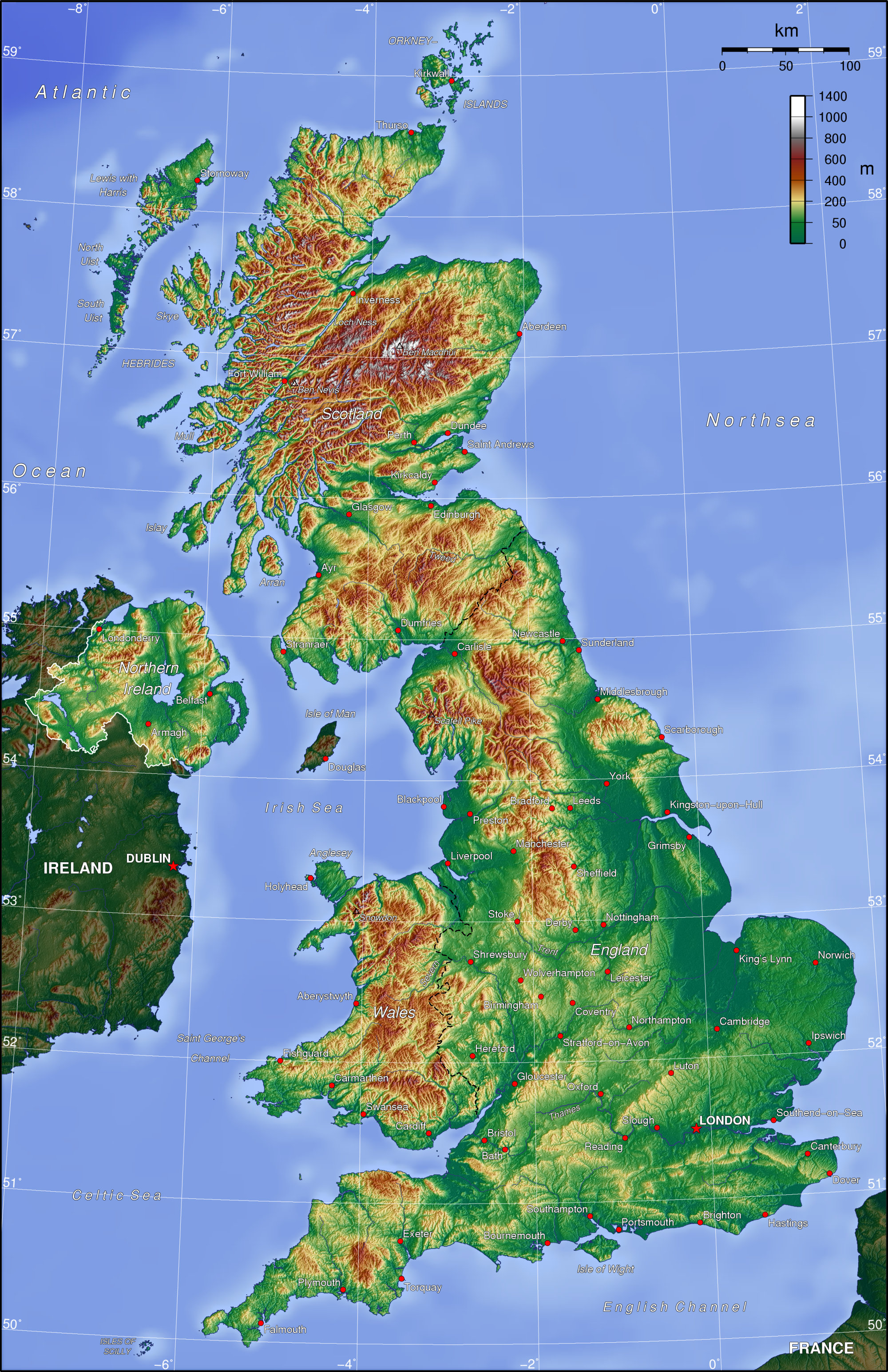
Mapa topográfico del Reino Unido.

El Reino Unido abarca Gran Bretaña (Inglaterra, Escocia y el país de Gales) e Irlanda del Norte. Otros territorios como las Islas del Canal, Man y las Colonias de la Corona también forman parte "de facto" del Estado británico.

### Relieve
Gran Bretaña se divide tradicionalmente en una zona montañosa al norte y al oeste, una zona de la tierra baja al sur y al este. Una frontera que funciona de la desembocadura del río Exe, en el suroeste, a la del Tees, en el noreste, es una expresión cruda de esta división. En general, el territorio está dominado por colinas rugosas y montañas bajas. En la parte septentrional se encuentran los montes de Ross, los Montes Grampianos, los Southern Uplands y los Montes Cheviot. En la parte occidental están los montes Peninos y los Montes Cámbricos o Cambrianos en Gales y Cornualles, que son una prolongación del plegamiento herciniano de Europa. Las Tierras Altas escocesas y las montañas del Úlster se parecen a los plegamientos caledonianos que pueden verse en la península escandinava, recubiertos por materiales más recientes de origen volcánico y glaciar. Todas estas cordilleras no son demasiado elevadas. Entre las distintas sierras aparecen a veces tierras estrechas más bajas, como las Lowlands (Escocia) o las Midlands de Inglaterra. 
La zona de llanuras o penillanura se concentra en el sureste de la isla de Gran Bretaña, siendo una continuación de la gran llanura del norte de Europa. Es una cuenca sedimentaria.

### Hidrografía

#### Ríos
Los ríos son más bien cortos, pero su caudal es moderado y permite cierta navegación. Tienen cierta importancia económica. El más largo (354 km) y caudaloso del país es el río Severn, que nace en Gales y cruza Inglaterra para finalmente desembocar en el océano Atlántico a través de su estuario en el suroeste del país. Es también el río más caudaloso de Inglaterra. Su principal afluente es el Tern. 
El segundo en longitud es el Támesis, río que es el más largo de Inglaterra. Con 346 km, cruza Londres y desemboca en el mar del Norte. El Swale, inglés, afluente del río Ure, que se convierte a su vez en el río Ouse; donde el Ouse se junta con el Trent en Trent Falls (Faxfleet) y crea un gran estuario de mareas, el Humber. Desde aquí hasta el mar del Norte, forma parte de los límites entre el Yorkshire del Este en la orilla norte y North Lincolnshire y North East Lincolnshire en la orilla meridional. Aunque es un estuario desde el punto de vista de su formación, muchos mapas lo describen como río Humber. 
También destacan varios ríos escoceses que desembocan en el mar del Norte: el Tay (188 km), que es el más largo de Escocia (desemboca en el Fiordo de Tay); el Spey (desemboca en el Moray Firth); el Tweed y el Dee. El río más largo de Irlanda del Norte es el Bann (122 km) y el más largo de Gales es el Towy (en galés, Tywi; 103 km).
Como resultado de su historia industrial, el Reino Unido tiene un amplio sistema de canales, en su mayor parte construidos en los primeros años de la Revolución Industrial, antes del auge de la competición por los ferrocarriles. El Reino Unido también tiene numerosos embalses y pantanos para almacenar aguas para consumo doméstico y uso industrial. La generación de energía hidroeléctrica es bastante limitada, proporcionando menos del 2 % de la electricidad británica, principalmente de las Tierras Altas Escocesas.

#### Lagos
Los lagos abundan en Escocia, donde se llaman lochs, habiendo otra famosa región, el distrito de los Lagos, en el noreste de Inglaterra. Los lagos más grandes del Reino Unido, según sus países, son:
- Irlanda del Norte: Lough Neagh (381,74 km²)
- Escocia: Loch Lomond (71,12 km²)
- Inglaterra: Windermere (14,74 km²)
- Gales: lago Bala (en galés, Llyn Tegid; 4,84 km²)

El lago más profundo del Reino Unido es el Loch Morar, con una profundidad máxima de 309 metros. El Loch Ness es el segundo, con 228 metros de profundidad. El más profundo de Inglaterra es el Wast Water, que desciende hasta los 79 metros.

#### Costas

Pretensiones marítimas del Reino Unido.

El Reino Unido tiene un litoral que mide alrededor de 12 429 km. Las fuertes hendiduras de la costa ayudan a asegurar que ninguna localización esté a más de 125 km de aguas de marea. Las costas son especialmente recortadas en Escocia, donde abundan los brazos de mar largos y profundos, los firths y los lochs, fiordos semejantes a los escandinavos: Sleat, Lorn, Clyde, Solway Firth, bahía de Morecambe, Cardigan, Canal de Bristol, Dornach, Moray Firth, Firth of Forth y The Wash. Otras ensenadas de la costa británica son: la Bahía de Carbis, la Bahía de Lyme, el estuario del Támesis, el estuario del Humber y Firth of Tay. La geología del Reino Unido comprende muchos cabos a lo largo de su costa, entre los que destacan:
- Cornualles
  - Land's End
  - The Lizard
  - Cabo Cornualles
- Cumbria
  - Furness
- Devon
  - Start Point
  - Cabo Berry
  - Punta Hartland
  - Punta Foreland
- Dorset
  - Old Harry Rocks
  - Cabo de St. Alban
  - Portland Bill
- Isla de Wight
  - The Needles
  - Punta de St. Catherine
- Kent
  - North Foreland
- Sussex Occidental
  - Selsey Bill
- Sussex Oriental
  - Cabo Beachy
- Sutherland
  - Cabo Wrath
- Gales
  - Península de Gower
  - Península de Lleyn
- Wigtownshire
  - Rhins de Galloway
- Yorkshire
  - Filey Brigg
  - Cabo Flamborough
  - Cabo Spurn

El Reino Unido reclama la jurisdicción sobre la plataforma continental, tal como se define en órdenes de plataforma continental o de acuerdo con límites sobre los que hay acuerdos, una zona de pesca exclusiva de 200 millas náuticas y un mar territorial de 12 millas náuticas.
En conjunto, se calcula que el Reino Unido incluye cerca de 1098 pequeñas islas, algunas naturales y otras hechas por el hombre, los crannógs, hechas en la Antigüedad con piedra y madera, a las que fueron añadiéndose detritos naturales con el tiempo. En Escocia, especialmente hay una gran cantidad de islas a lo largo de sus costas septentrional y occidental, formando los archipiélagos de las Hébridas, las Orcadas y las Shetland. 
Islas de Inglaterra
- Lundy
- Islas Sorlingas (Scilly)
- Isla de Wight
- Islas Farne
- Lindisfarne
- Isla de Portland
- Isla Walney
- Isla Burgh

Islas de Escocia
- Orcadas
- Shetland
  - Fair Isle
- Hébridas Interiores
- Hébridas Exteriores
- Rockall
- Bass Rock

Islas de Gales
- Anglesey
- Skomer
- Skokholm
- Isla Ramsey
- Isla Bardsey
- Isla Holy

Islas de Irlanda del Norte
- Isla de Rathlin

Entre la isla de Gran Bretaña e Irlanda se encuentran el canal del Norte y el canal de San Jorge que dan acceso al mar de Irlanda. Más acantilada y recortada es la costa occidental que la oriental.

### Clima

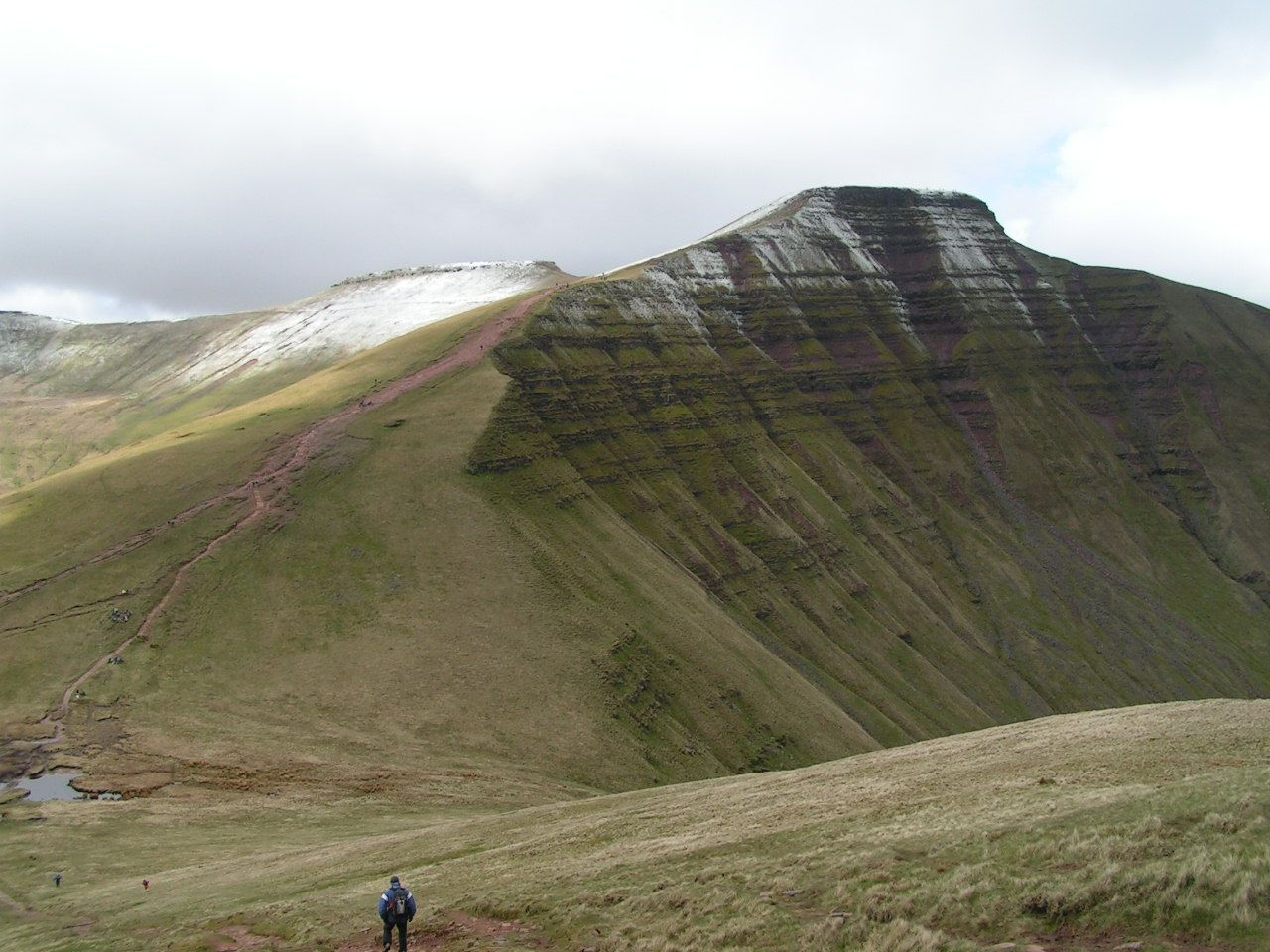
Paisaje galés.

Pertenece al clima marítimo oceánico y templado. El clima británico es muy variable y puede pasar muy rápido de un día frío y lluvioso a un día soleado en solo unas horas. También varía bastante según la altura y las regiones. Los contrastes se deben sobre todo por los vientos oceánicos, que suavizan las temperaturas. Los vientos del sudoeste prevalecen sobre la corriente del Atlántico Norte, por lo que el rigor del clima se modera. Está influido por la corriente del Golfo (The Gulf Stream). 
El clima es en términos generales templado. Los inviernos son significativamente menos fríos que en otros lugares de una latitud similar, como Polonia, debido a esa influencia de la corriente del Golfo. A la inversa, el verano británico destaca por su carácter inestable y fresco, en comparación con Europa continental. En general el sur es más cálido que el norte. La temperatura más alta registrada en el Reino Unido fueron los 38,5 °C de Brogdale, cerca de Faversham, en el condado de Kent, el 10 de agosto de 2003. La más baja fueron -27,2 °C registrados en Braemar en los montes Grampianos, Escocia, el 11 de febrero de 1895 y 10 de enero de 1982 y Altnaharra, también en Escocia, el 30 de diciembre de 1995.
Más de la mitad de los días está nublado. La nubosidad es extrema y la pluviosidad abundante. La pluviosidad anual media varía de 3000 mm en las Tierras Altas escocesas hasta 553 mm en Cambridge. En general el sur es más seco que el norte. Escocia es el país más húmedo todos los meses del año, excepto en mayo, junio y diciembre, en los que llueve más en Gales. El mes más lluvioso es enero, con 170,5 mm de media. Escocia es también el país más nublado a lo largo de todo el año, aparte de en junio y julio, cuando hay más nubes en Irlanda del Norte. El condado de Essex es uno de los más secos del Reino Unido, con una lluvia anual media de alrededor de 600 mm, aunque es típico que llueva más de 100 días al año. En algunos años la lluvia en Essex puede estar por debajo de 450 mm, menos que la lluvia media anual en Jerusalén y Beirut. Son frecuentes las nieblas en las ciudades. Pueden producirse fuertes vientos e inundaciones, especialmente en el invierno.
| Parámetros climáticos promedio de Londres, capital del Reino Unido | Parámetros climáticos promedio de Londres, capital del Reino Unido | Parámetros climáticos promedio de Londres, capital del Reino Unido | Parámetros climáticos promedio de Londres, capital del Reino Unido | Parámetros climáticos promedio de Londres, capital del Reino Unido | Parámetros climáticos promedio de Londres, capital del Reino Unido | Parámetros climáticos promedio de Londres, capital del Reino Unido | Parámetros climáticos promedio de Londres, capital del Reino Unido | Parámetros climáticos promedio de Londres, capital del Reino Unido | Parámetros climáticos promedio de Londres, capital del Reino Unido | Parámetros climáticos promedio de Londres, capital del Reino Unido | Parámetros climáticos promedio de Londres, capital del Reino Unido | Parámetros climáticos promedio de Londres, capital del Reino Unido | Parámetros climáticos promedio de Londres, capital del Reino Unido |
| Mes                                                                | Ene.                                                               | Feb.                                                               | Mar.                                                               | Abr.                                                               | May.                                                               | Jun.                                                               | Jul.                                                               | Ago.                                                               | Sep.                                                               | Oct.                                                               | Nov.                                                               | Dic.                                                               | Anual                                                              |
| ------------------------------------------------------------------ | ------------------------------------------------------------------ | ------------------------------------------------------------------ | ------------------------------------------------------------------ | ------------------------------------------------------------------ | ------------------------------------------------------------------ | ------------------------------------------------------------------ | ------------------------------------------------------------------ | ------------------------------------------------------------------ | ------------------------------------------------------------------ | ------------------------------------------------------------------ | ------------------------------------------------------------------ | ------------------------------------------------------------------ | ------------------------------------------------------------------ |
| Temp. máx. media (°C)                                              | 7.2                                                                | 7.6                                                                | 10.3                                                               | 13.0                                                               | 17.0                                                               | 20.3                                                               | 22.3                                                               | 21.9                                                               | 19.1                                                               | 15.2                                                               | 10.4                                                               | 8.2                                                                | 14.4                                                               |
| Temp. mín. media (°C)                                              | 2.4                                                                | 2.5                                                                | 3.8                                                                | 5.6                                                                | 8.7                                                                | 11.6                                                               | 13.7                                                               | 13.4                                                               | 11.4                                                               | 8.9                                                                | 5.1                                                                | 3.4                                                                | 7.5                                                                |
| Precipitación total (mm)                                           | 53                                                                 | 36                                                                 | 48                                                                 | 47                                                                 | 51                                                                 | 50                                                                 | 48                                                                 | 54                                                                 | 53                                                                 | 57                                                                 | 57                                                                 | 57                                                                 | 611                                                                |
| Días de precipitaciones (≥ 1 mm)                                   | 14.8                                                               | 10.8                                                               | 13.4                                                               | 12.7                                                               | 12.5                                                               | 10.5                                                               | 10.1                                                               | 10.9                                                               | 10.5                                                               | 11.6                                                               | 14.0                                                               | 13.2                                                               | 145                                                                |
| Fuente: World Weather Information: "London" 8 de julio de 2010     |                                                                    |                                                                    |                                                                    |                                                                    |                                                                    |                                                                    |                                                                    |                                                                    |                                                                    |                                                                    |                                                                    |                                                                    |                                                                    |

### Medio ambiente
La gran humedad de las islas favorece el crecimiento de vegetación atlántica. Hay bosques de robles y hayas hasta los 500 metros de altitud. Conforme a la normativa de la Unión Europea, el territorio de este país pertenece a la región biogeográfica atlántica. Destacan en su patrimonio natural un bien mixto, patrimonio de la Humanidad declarados por la Unesco: San Kilda, y cuatro bienes naturales: Calzada y Costa del Gigante PAPOTO, Isla de Henderson, Islas Gough e Inaccesible y el Litoral de Dorset y del este de Devon. Cuenta con una decena de reservas de la biosfera, entre ellas Beinn Eighe. 1,274.323 hectáreas están protegidas como humedales de importancia internacional al amparo del Convenio de Ramsar, en total, 168 sitios Ramsar.
El Reino Unido cuenta con 11.595 áreas protegidas que cubren 69.946 km² o el 28.52 % de su superficie.
En cuanto a los temas medioambientales, ha de señalarse que las emisiones de dióxido de sulfuro de las centrales eléctricas contribuyen a la contaminación atmosférica. Algunos ríos están contaminados por residuos agrícolas. Las aguas costeras se encuentran contaminadas debido al vertido de un gran volumen de aguas residuales en el mar.

## Geografía humana
La población del Reino Unido se calcula en 61.113.205 habitantes (julio de 2009), lo que da una densidad de 250,86 habitantes por kilómetro cuadrado. La población se concentra en un 90 % en las ciudades, lo que le convierte en el país más urbanizado del mundo.
En cuanto a los grupos étnicos, son mayoritariamente blancos (de los que son ingleses el 83,6 %, escoceses 8,6 %, galeses 4,9 %, norirlandeses 2,9 %) 92.1 %, negros 2 %, hindúes 1,8 %, pakistaníes 1,3 %, mestizos 1,2 %, otros 1,6 % (censo de 2001). Los británicos derivan de una mezcla que se produjo a lo largo de la historia por invasiones de celtas (cimbrios, galos), germanos occidentales (anglos, sajones) y escandinavos. Durante varios siglos los ingleses emigraron a las colonias de su Imperio, y esta pérdida de población se ha ido compensando con la llegada a la metrópoli de personas provenientes de estos países, en particular del sudeste asiático, de ahí las minorías pakistaníes e hindúes en el país.
La lengua oficial es el inglés, aunque se habla galés por el 26 % de la población de Gales y el gaélico escocés lo hablan alrededor de 60.000 escoceses.
El 71,6 % de la población es cristiana, principalmente anglicana, aunque también hay católicos, presbiterianos y metodistas. Hay un 2,7 % de musulmanes, un 1 % que profesa el hinduismo y, siempre según el censo de 2001, un 1,6 % de otras creencias y 23,1 % de creencias sin especificar o ninguna.
La capital, Londres tiene un área metropolitana que tiene 12.875.000 habitantes, con una densidad de 1.130 habitantes por kilómetro cuadrado, la segunda área metropolitana de Europa después de Moscú. Pero hay toda una serie de ciudades importantes: Birmingham, Glasgow, Liverpool, Leeds, Sheffield, Edimburgo (capital de Escocia), Bristol, Mánchester, Leicester, Coventry, Kingston Upon Hull, Cardiff (capital de Gales, 292.150 hab.) y Belfast (capital de Irlanda del Norte, 276.459 hab.). 
Tradicionalmente, el Reino Unido se dividía en ciento dos condados, de los que 46 son de Inglaterra, 33 de Escocia, 13 del país de Gales y 8 de Irlanda del Norte. 
Condados de InglaterraBedfordshire (cap. Bedford), Berkshire (Reading), Buckinghamshire (Aylesbury), Cambridgeshire (Cambridge), Cornwall (Truro), Cumberland (Carlisle), Cheshire (Chester), Derbyshire (Derby), Devon (Exeter), Dorset (Dorchester), Durham (Durham), Essex (Chelmsford), Gloucestershire (Gloucester), Greater London (City of London), Hampshire (Winchester), Herefordshire (Hereford), Hertfordshire (Hertford), Huntingdonshire and Peterborough (Huntingdon and Godmanchester), Kent (Maidstone), Lancashire (Preston), Leicestershire (Leicester), Lincolnshire: Holland (Boston), Kesteven (Sleaford), Lindsey (Lincoln); Norfolk (Norwich), Northamptonshire (Northampton), Northumberland (Newcastle-upon-Tyne), Nottinghamshire (Nottingham), Oxfordshire (Oxford), Rutland (Oakham), Shropshire (Shrewsbury), Somerset (Taunton), Staffordshire (Stafford); Suffolk, East (Ipswich); Suffolk (Bury St. Edmunds); Surrey (Guildford); Sussex, East (Lewes); Sussex, West (Chichester); Warwickshire (Warwick), Westmorland (Kendal), Isle of Wight (Newport), Wiltshire (Trowbridge), Worcestershire (Worcester), Yorkshire: East Riding (Beverley), North Riding (Northallerton), West Riding (Wakefield).
Condados de Gales
Anglesey (cap. Llangefni), Breconshire (Brecknock), Caernarvonshire (Caernarvon), Cardiganshire (Aberystwyth), Carmarthenshire (Carmarthen), Denbighshire (Ruthin), Flintshire (Mold), Glamorgan (Cardiff), Merionethshire (Dolgellau), Monmouthshire (Newport), Montgomeryshire (Welshpool), Pembrokeshire (Haverfordwest), Radnorshire (Llandrindod Wells).
Condados de Escocia

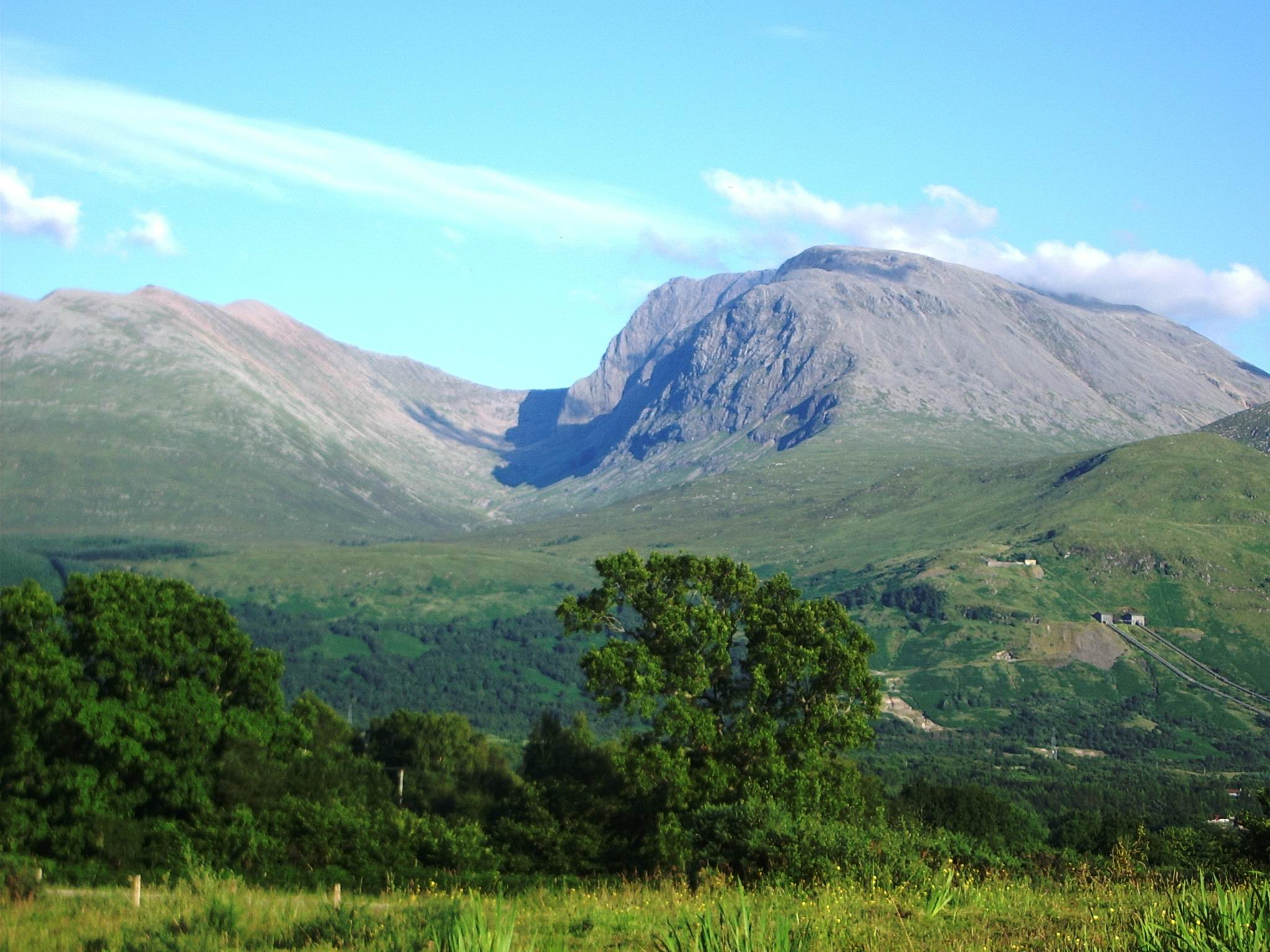
Ben Nevis, Escocia.

Aberdeen (cap. Aberdeen), Angus (Forfar), Argyll (Lochgilphead), Ayr (Ayr), Banff (Banff), Berwick (Duns), Bute (Rothesay), Caithness (Wick), Clackmannan (Alloa), Dumfries (Dumfries), Dunbarton (Dumbarton), East Lothian (Haddington), Fife (Cupar), Inverness (Inverness), Kincardine (Stonehaven), Kinross (Kinross), Kirkcudbright (Kirkcudbright), Lanark (Glasgow), Midlothian (Edimburgo), Moray (Elgin), Nairn (Nairn), Orkney (Kirkwall), Peebles (Peebles), Perth (Perth), Renfrew (Paisley), Ross and Cromarty (Dingwall), Roxburgh (Newtown St. Boswells), Selkirk (Selkirk), Shetland (Lerwick), Stirling (Stirling), Sutherland (Golspie), West Lothian (Linlithgow), Wigtown (Stranraer).
Condados de Irlanda del Norte
Antrim (cap. Belfast), Armagh (Armagh), Belfast (County Borough), Down (Downpatrick), Fermanagh (Enniskillen), Londonderry (Londonderry), Londonderry (-), Tyrone (Omagh).

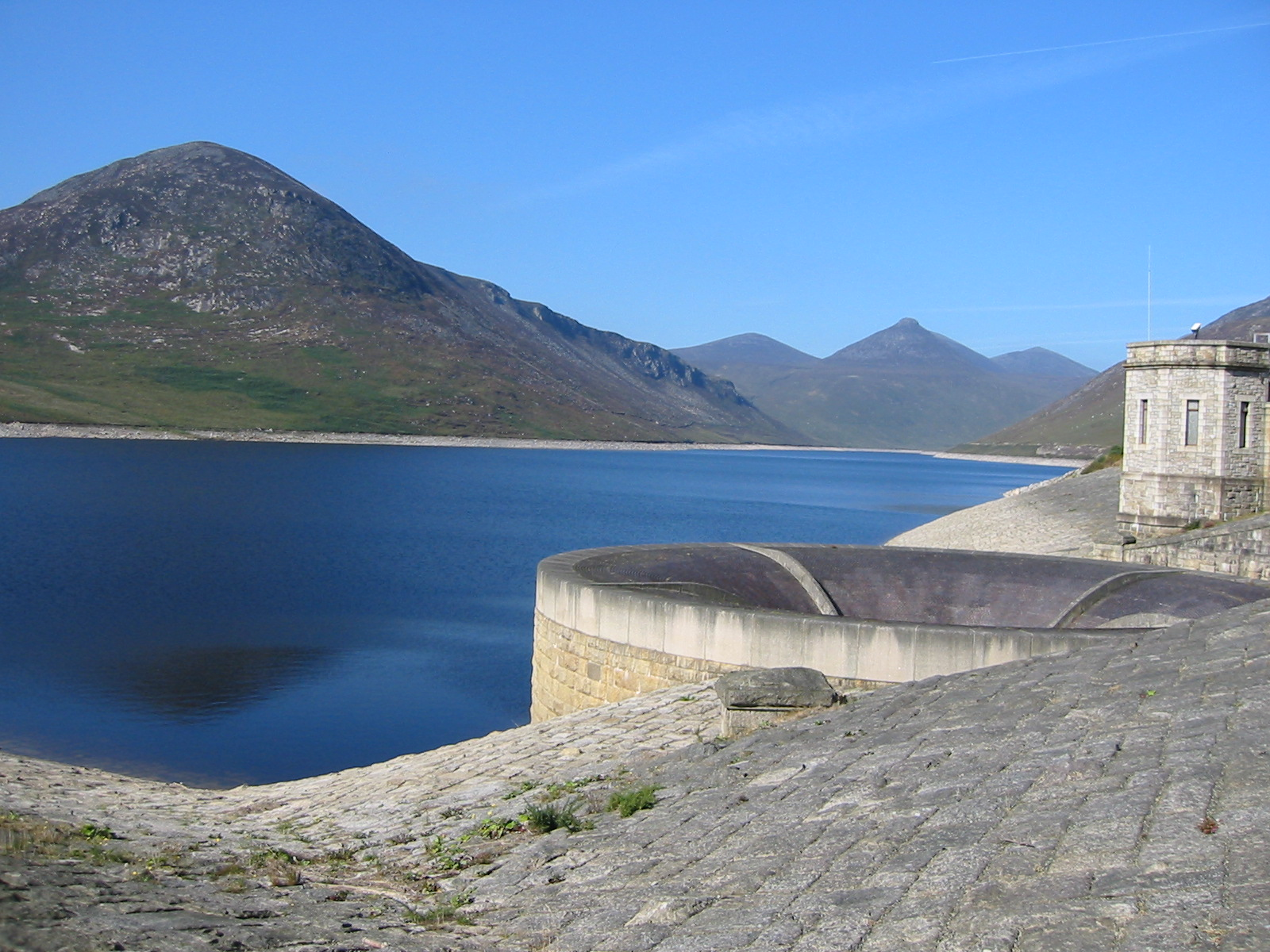
Silent Valley Reservoir, Condado de Down.

Las divisiones administrativas son actualmente más complejas. En Inglaterra hay 34 condados two-tier (como, p.e. Bedfordshire), 32 boroughs de Londres (p.e., Barking y Dagenham) y una City, la City of London o Greater London, 36 condados metropolitanos (como Barnsley) y 46 autoridades unitarias, por ejemplo Blackpool.
Tradicionalmente, Irlanda del Norte estuvo dividida en seis condados históricos: Antrim, Armagh, Down, Fermanagh, Londonderry y Tyrone. Ya no se usan para el gobierno local; en lugar de ello hay 26 distritos de Irlanda del Norte (district council areas) que tienen diferentes extensiones geográficas, incluso en el caso de aquellos cuyo nombre coincide con el de los condados. En Escocia hay 32 autoridades unitarias, como City of Edinburgh o Glasgow City. Y en Gales también hay 22 autoridades unitarias, como Cardiff o Isle of Anglesey.

## Geografía económica

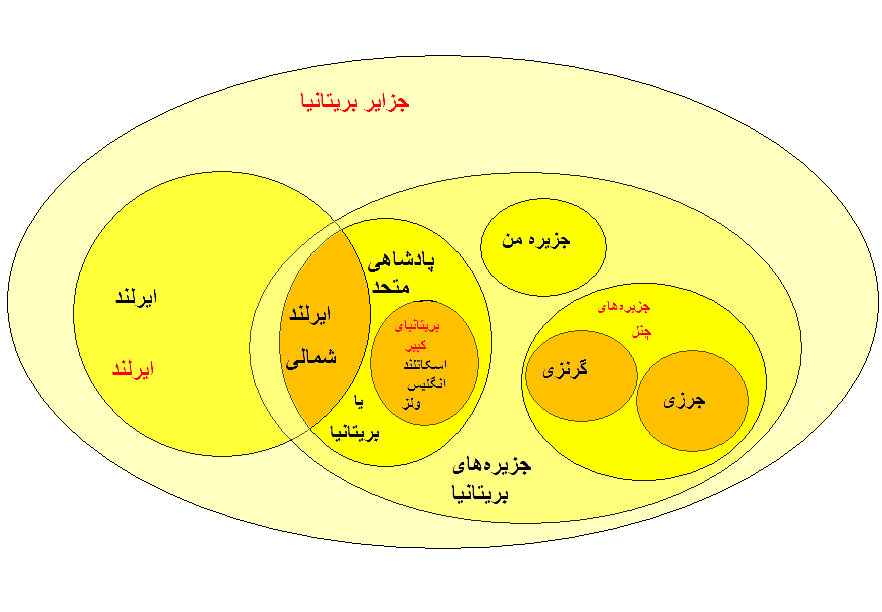
Resolviendo dudas sobre los nombres de Inglaterra, Irlanda y las Islas Británicas según el diagrama de Euler.

Los recursos naturales del país son: carbón (hay yacimientos en Yorkshire, Derbyshire, Nottinghamshire, Northumberland, Gales meridional y Escocia) (Yorkshire, Durham, Escocia, Staffordshire y Gales), petróleo (plataforma continental del mar del Norte), gas natural (Escocia), estaño, piedra caliza, hierro, sal, arcilla, plomo. Las cuencas hulleras de las Midlands entraron en clara regresión a mediados de los años ochenta, cerrándose numerosas minas de carbón. No obstante, sus reservas de gas y petróleo están declinando y el Reino Unido pasó a ser importador neto de energía en el año 2005. En cuanto al uso del suelo, hay que señalar que el 48,89 % del terreno se dedica a pastos permanentes, mientras que el 10 % está formado por bosques y arbolado (estimación de 1993). El regadío ocupa una extensión de 1080 km² (estimación de 1993).
El Reino Unido fue agrícola y ganadero, pero también el primer país que se industrializó, siendo el lugar donde se originó la Revolución Industrial debido a la energía del carbón, que dio auge a la industria textil y siderúrgica. Tras la Segunda Guerra Mundial, y a pesar de la pérdida del Imperio, se convirtió en líder en el comercio europeo y centro financiero. A partir de los años ochenta, el gobierno privatizó las empresas públicas y contuvo el gasto social. Es uno de los miembros del quinteto de economías del trillón de dólares de Europa occidental. 
Los mayores ingresos del producto interior bruto son los proporcionados por el sector servicios, en particular la banca, el sector de los seguros y los negocios, aportando el 75 % del PIB (estimación de 2009) y empleando al 80,4 % de la población activa (estimación de 2006). La necesidad de importar materias primas y de exportar sus manufacturas han hecho de siempre del Reino Unido uno de los líderes del comercio mundial. En exportaciones ocupa el 9.º puesto (estimación de 2009: 351.300.000.000 dólares estadounidenses), sólo superado, en la Unión Europea, por Alemania (2.º), Francia (5.º), Países Bajos (6.º) e Italia (7.º). En cuanto a las importaciones, ocupa el 6.º lugar (473.600.000.000 dólares, estimación de 2009), solo superado, dentro de la Unión Europea, por Alemania (2.º) y Francia (4.º).
La agricultura es intensiva, está altamente mecanizada y es muy eficiente según los estándares europeos, produciendo alrededor del 60 % de las necesidades alimentarias con menos del 2 % de la población activa (1,4 %) y produce el 1,2 % del PIB. Los mayores rendimientos se obtienen en la llanura sureste. Se producen cereales (cebada, trigo, avena), colza oleaginosa, patatas y hortalizas. Los pastos y prados permanentes (estimados en los ochenta en torno al 47 % del territorio) permiten el pastoreo de ganado vacuno y ovejas; también hay aves de corral. Por último, tiene un importante sector pesquero, siendo los puertos más destacados Hull y Aberdeen.
La industria, que fue la base de la economía durante más de dos siglos, tiene cada vez menos importancia. Actualmente sólo contribuye al PIB en un 23,8 % y ocupa al 18,2 % de la población activa. Las industrias producen maquinaria, equipamiento eléctrico y electrónico, ferroviario, construcción naval, aviones, vehículos de motor y sus partes, equipamiento electrónico y de comunicaciones, metales, productos químicos, carbón, petróleo, papel y productos papeleros, alimentos procesados, tejidos, ropa y otros bienes de consumo.